# Стратего

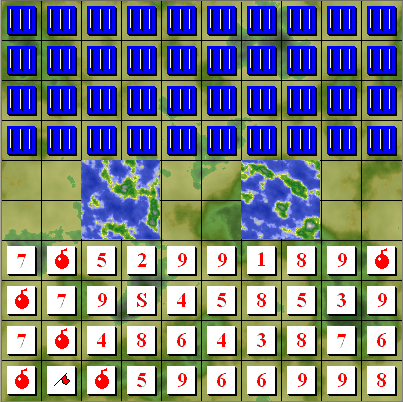
Комп'ютерний варіант гри

 «Стратего» (англ. Stratego) — настільна військово-стратегічна гра для двох, що проходить на спеціальній дошці в клітинку, за участю 40 закритих фігур з кожного боку. Гравцям відомі лише власні фігури; гравець дізнається про розташування кожної фігури суперника тільки під час її атаки. Мета полягає у виявленні та захопленні унікальної фігури противника — прапора.

## Поле
Ігрове поле має розмір 10 × 10 клітин. Дві квадратні області розміром 2 × 2 клітини недоступні для пересування фігур («озера»). Озера знаходяться на перетині 5-го і 6-го рядів з вертикалями 3, 4 і 7, 8.

## Фігури
Суперники грають фігурами різного кольору (зазвичай у виданнях «стратего» зустрічається червоний та синій колір). Фігури являють собою вертикальні фішки однакової форми, із зазначенням виду на внутрішній, зверненій до свого гравця, стороні. На зовнішній стороні зображена однакова «сорочка».
У грі можна рухати фігури, яким відповідають солдати та офіцери різного рангу (звання). У російському виданні ранг позначений числом 1 — 10; чим більше значення, тим вище ранг.
| Ранг | Кількість | Назва                  | Спеціальні можливості                                                                                    |
| ---- | --------- | ---------------------- | --- |
| 0    | 1         | Прапор (flag)          | Нерухомий. Той, хто втратив прапор, програє партію                                                       |
| 1    | 1         | Шпигун (spy)           | Своїм ходом знімає фельдмаршала                                                                          |
| 2    | 8         | Розвідник (scout)      | Ходить на будь-яку відстань за правилами тури                                                            |
| 3    | 5         | Сапер (miner)          | Знешкоджує міни                                                                                          |
| 4    | 4         | Сержант (sergeant)     | |
| 5    | 4         | Лейтенант (lieutenant) | |
| 6    | 4         | Капітан (captain)      | |
| 7    | 3         | Майор (major)          | |
| 8    | 2         | Полковник (colonel)    | |
| 9    | 1         | Генерал (general)      | |
| 10   | 1         | фельдмаршал (marshal)  | |
| 11   | 6         | міна (bomb)            | нерухома. Знешкоджується лише сапером, будь-яка інша фігура підривається (міна залишається неушкодженою) |
|      | 40        | Усього                 | |

## Правила

### Розставлювання
Гравці в довільному порядку розставляють фігури на перших чотирьох рядах свого боку поля, звертаючи їх «сорочкою» до суперника. Розставлювання значною мірою впливає на перебіг та результат гри.

### Ходи
Гравці по черзі пересувають одну зі своїх рухливих фігур на клітинку вперед, назад, вліво або вправо; перший хід роблять «червоні».
Хід можливий лише на вільну клітину або з атакою фігури суперника. Заборонено пересування фігури між двома клітинами впродовж більш як трьох послідовних ходів. Заборонено переслідування фігури суперника впродовж більш ніж двох ходів.
Розвідник, на відміну від інших фігур, може проходити будь-яке число вільних клітин на зразок шахової тури; прохід через озера заборонений.

### Атака
При атаці відбувається порівняння атакувальної і атакованої фігур. За винятком випадку «шпигун — фельдмаршал», фігура з меншим рангом програє та знімається з поля. Якщо атакувальна фігура сильніша, вона встає на місце атакованої. Якщо атакована фігура сильніша, вона залишається на місці. При рівності рангів прибираються обидві фігури.
Шпигун, на відміну від інших фігур, може атакувати та перемогти фельдмаршала. При атаці з боку фельдмаршала шпигун гине.
При атаці міни фігура гине і знімається з поля; міна залишається на місці. Сапер, на відміну від інших фігур, знешкоджує міну і стає на її місце.
Інформація про втрати відома обом гравцям.
Прапор може захопити будь-яка фігура, навіть шпигун.

### Результат
Гравець стає переможцем при захопленні ворожого прапора, а також за відсутності ходів у суперника (рухливі фігури винищені або заблоковані своїми ж нерухомими фігурами).
Якщо у обох сторін втрачені всі сапери, але шлях до прапора так і не розмінували, оголошується нічия.

### Походження
Гра походить від китайської народної гри «Джунглі», в якій є фігури різного рангу і навіть поле з двома озерами. Але, на відміну від «стратего», «Джунглі» — відкрита гра, з фіксованим розставленням фігур.
Дослідник з Голландії Фред Хорн однозначно встановив, що ніякого відношення до "Джунглів" Стратего не має, а є піратською копією гри "Атака", завезеної в Голландію англійськими військами наприкінці Другої світової війни.

### Видання в СРСР
В СРСР випускалися клони гри «стратего» (наприклад, на тему Бородінської битви Франко-російської війни 1812 року під назвою «Битва»).